# Parc des sports d'Aguiléra
Pour les articles homonymes, voir Parc des Sports et Stade Aguilera.
Le parc des sports d'Aguilera est un stade situé à Biarritz au Pays basque, dans les Pyrénées-Atlantiques. C'est le stade habituel du Biarritz olympique Pays basque, club de rugby à XV de la ville.
Il peut accueillir 13400 spectateurs dont 9450 places assises.

## Historique
Le premier match de rugby qui y est organisé oppose le Biarritz Stade au Stade bordelais en 1903. Après la fusion du Biarritz Stade et du Biarritz Sporting Club le 24 avril 1913, le Biarritz olympique y dispute son premier match contre Lourdes.[réf. nécessaire]
Les premières infrastructures du stade sont construites en 1905.
Le 13 avril 1906, la Ville de Biarritz acquiert le terrain pour 200 000 francs.
Il est officiellement baptisé stade Léon-Larribau le 14 novembre 1954 du nom d'un joueur international du Biarritz olympique mort durant la Première Guerre mondiale. Le nom du parc des sports Aguilera provient de Don José Aguilera y Chapin, ancien propriétaire du terrain.
Les tribunes sont construites progressivement : la Grande tribune, future tribune Haget puis Serge Kampf, sort de terre en 1922. La tribune Coubertin, future tribune Serge Blanco, est construite en 1963. 
En 2007, le club lance le projet de "Super Aguilera", qui comprend de nouvelles tribunes derrière les en-buts pour porter le nombre de places assises à 19 000, un grand parking souterrain ainsi qu'un hôtel, un complexe aquatique et des commerces. En 2009, le dépôt de bilan du groupe immobilier Loft, principal acteur du chantier, stoppe le projet.
Après une rénovation en 2006 de la tribune Kampf, le stade comprend 9 500 places assises (dont 4 950 places en tribune Kampf et 4 500 places en tribune Blanco), et présente une capacité totale de 13 400 places.
Aguilera est élue deuxième plus belle pelouse du rugby français (derrière le stade Marcel-Michelin) en 2017.
Le 5 mars 2019, le club rend public un projet de rénovation du stade comprenant notamment deux tribunes supplémentaires, des loges, un nouveau centre de formation et une halle modulable, qui ne voit finalement pas le jour. 
La pelouse est remplacée par un gazon synthétique durant l'intersaison estivale 2025.

## Rencontres internationales
Le stade Aguilera a accueilli plusieurs rencontres internationales : l'équipe de France contre son équipe réserve en 1922, les Fidji contre une sélection du Sud Ouest en 1964, les Barbarians français contre l'Afrique du Sud en 1997 et contre l'Argentine en 2007.
S'y sont également déroulés les jubilés d’anciens joueurs du Biarritz olympique : Serge Blanco en 1992, Pascal Ondarts en 1993 et Serge Betsen en 2012.

## Autres équipements
Le parc des sports est également équipé d'un terrain annexe, le stade Bendern, où joue notamment l'équipe espoir du Biarritz olympique. Un autre terrain d'entraînement accueille les rencontres du club de football américain des Atlantes de Biarritz.
La section tennis du club possède des cours en extérieur et couverts, où a lieu chaque année l'Open de Biarritz, tournoi professionnel du circuit ITF féminin. Trois cours de padel sont également construits en 2025.
Le Biarritz Athlétic Club dispose d'un trinquet, le Jaï Alaï d'Aguiléra, inauguré en 1977.
Plusieurs matchs de football ont eu lieu à Aguilera : Anglet contre Guingamp en 2003, Biarritz contre Rennes en 2017 dans le cadre de la Coupe de France et la Real Sociedad contre Saint-Étienne en amical en 2017. L'équipe de France y a également effectué un stage de préparation à l'Euro 2016.
Le Parc des sports a également accueilli plusieurs concerts du BIG Festival.